# Marjorie Kennedy
Marjorie Jean Oswald Kennedy, conocida como Ken, (Kilmarnock, 6 de noviembre de 1915 – Edimburgo, noviembre de 2002) fue una bibliotecaria escocesa que trabajó en la base de desciframiento de códigos de Bletchley Park durante la Segunda Guerra Mundial y fue una de las impulsoras detrás de la creación de The Rock Trust, una organización benéfica escocesa para jóvenes sin hogar.

## Trayectoria
Nació en la familia Kennedy de Kilmarnock, hija de Robert Kennedy, director general de ingeniería, y Susan Hunter Kennedy, y se educó en la escuela privada Wellington School, Ayr. Estaba emparentada con Thomas Kennedy (c.1796-1874) que fundó Glenfield & Kennedy, fabricantes de válvulas, y fue el inventor del primer medidor de agua del mundo.
Durante la Segunda Guerra Mundial, entre 1942 y 1945, Kennedy sirvió en el Women's Royal Naval Service (WRNS). Estuvo en el HMS Pembroke III, un depósito de entrenamiento del WRNS en Mill Hill en Londres en 1942, desde donde fue destinada al HMS Beaver en Hull de 1942 a 1943, y luego al HMS Drake, Devonport, en 1943. Regresó al HMS Pembroke III y luego estuvo en HMS Pembroke V. Sirvió en Bletchley Park de 1943 a 1945.
Después de la guerra, Kennedy vivió en Londres en los años 60 y 70, pero comenzó a trabajar como bibliotecaria en la Universidad de Edimburgo en los años 80. Fue la impulsora de The Rock Trust en 1991, una organización de caridad escocesa para jóvenes sin hogar que creó después de encontrarse a jóvenes durmiendo en el patio de la Iglesia Parroquial de St. Cuthbert en Edimburgo, una iglesia de la que ella era veterana.
Murió en Edimburgo en noviembre de 2002 y sus amigos se sorprendieron al descubrir que dejó un patrimonio de alrededor de 1,5 millones de libras esterlinas, que se cree que proviene principalmente de una herencia familiar. Una selección de sus trabajos se encuentra en los archivos de la Universidad de Edimburgo.